# Gehrum (Boizenburg/Elbe)
Gehrum ist ein Ortsteil der Stadt Boizenburg/Elbe im Landkreis Ludwigslust-Parchim in Mecklenburg-Vorpommern.
Der Ort liegt nordwestlich des Hauptortes Boizenburg an der Kreisstraße K 2. Südlich verläuft die B 5, fließt die Elbe und verläuft die Landesgrenze zu Niedersachsen.

## Baudenkmale
In der Liste der Baudenkmale in Boizenburg/Elbe sind für Gehrum zwei Bauernhöfe, jeweils mit Hallenhaus und Scheune (Dorfstraße 1 und 4), als Baudenkmale aufgeführt.